# Vasile Pavel (lingvist)

Vasile Pavel

Vasile Pavel (n. 14 iulie 1934, satul Probotești, plasa Herța, județul Dorohoi, România, azi în regiunea Cernăuți din Ucraina) este un lingvist specializat în dialectologie, geografie lingvistică, lexicologie, semantică și onomasiologie, remarcat în special pentru contribuțiile sale la investigarea particularităților dialectale ale limbii române vorbite în Republica Moldova și în zonele învecinate.
Cu greutatea argumentelor pe care le-a putut aduce ca specialist, Vasile Pavel a luptat împotriva ideii unei limbi moldovenești distincte de limba română, afirmînd că o astfel de idee are un evident substrat politic.

## Operă
Dintre lucrările publicate de Vasile Pavel sînt adesea citate următoarele:
- Terminologia agricolă moldovenească. Studiu de geografie lingvistică (1973)
- Atlasul lingvistic moldovenesc, vol. II, partea a II-a (1973, colaborare)
- Denominația lexicală (1983)
- La izvorul graiului (1984)
- Atlasul lingvistic român pe regiuni. Basarabia, Nordul Bucovinei, Transnistria, vol. I (1993) și vol. IV (2002–2003)
- Graiuri românești din Basarabia, Transnistria, Nordul Bucovinei și Nordul Maramureșului. Texte dialectale și glosar (2000, colaborare)
- Dicționar dialectal: cuvinte, forme, expresii, vol. I–II (1985-1986, colaborare)
- Общекарпатский Диалектический Атлас (Atlasul dialectologic carpatic comun), vol. I, Chișinău, 1989; vol. II, Moscova, 1994; vol. III, Varșovia, 1991; vol. IV, Lviv, 1994; vol. V., Bratislava, 1997; vol. VI, Budapesta, 2002; vol. VII, Novi Sad, 2005 (colaborare)
- Atlas Linguarum Europae, vol. I, fasc. 1-6, 1983-2002 (colaborare)
- Atlas Linguistique Roman, Roma, vol. I, 1995, vol. II, 2002 (colaborare)

## Premii
Pentru activitatea sa în domeniul lingvisticii, lui Vasile Pavel i-au fost acordate următoarele premii și medalii:
- Premiul Prezidiului AȘM (1980)
- Medalia „75 de ani de la Unirea Bucovinei cu România” (1993)
- Premiul ASM (2005)
- Premiul „B. P. Hasdeu” al Academiei Române (2005)
- Medalia jubiliară „Academia de Științe a Moldovei” (1946-2006)